# Allied Artists' Association
Allied Artists' Association (AAA) est une société artistique britannique fondée en 1908, organisatrice du London Salon, jusqu'en 1921.

## Histoire

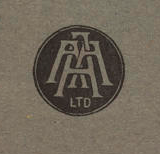
Logo de l'Allied Artists' Association.

Cet organisme est l'idée de Frank Rutter (en) (1876-1937), journaliste et critique d'art au Sunday Times. Le modernisme qui frappe l'Europe continentale, combiné au mouvement sécessionniste, n'ébranle ni la Royal Academy of Arts, ni le New English Art Club, qui restent très conservateurs dans le choix des œuvres qu'ils exposent lors de leurs salons respectifs. Rutter décide alors de lancer un nouvel évènement, qu'il appelle « The London Salon », calqué sur le nouveau Salon d'Automne de Paris, qui, depuis 1903, avait permis de faire découvrir entre autres Paul Cézanne, Georges Braque et Henri Matisse à plusieurs milliers de visiteurs. De son côté, le Salon des indépendants tendait lui aussi à s'ouvrir aux nouvelles tendances de l'art. Nutter souhaite faire du London Salon une véritable plateforme du modernisme britannique. Le président de son comité directeur dont le siège est sur Chancery Lane est W. E. H. Humphrys, qui fut par ailleurs membre de The Hermetic Order of the Golden Dawn in the Outer (comme Aleister Crowley) ; un autre membre de ce comité est Jan de Holewinski (1871-1927), un écrivain polonais qui possède un important réseau de Paris à Moscou. Il n'y a pas de jury de sélection mais un « comité d'accrochage » également élu, autrement dit, chargé de la disposition des œuvres dans l'espace dédié et sans doute de ramener à Rutter, par le biais des réseaux respectifs, un nombre important de candidats à l'exposition. On y compte 43 personnalités parmi lesquels Frank Brangwyn, Dudley Hardy, Walter Sickert, Walter Crane, James Pryde, Ambrose McEvoy, Lucien Pissarro, Frederic Cayley Robinson, Théodore Roussel, Emil Fuchs, Paul Henry et Nelson Dawson, soit uniquement des hommes britanniques.
Le premier salon prend place dans le vaste espace circulaire du Royal Albert Hall du 11 juillet au 6 août 1908. Chaque exposant peut librement et sans frais apporter un maximum de 5 œuvres — réduit à 3 l'année suivante —, réparties dans deux catégories. Le premier salon est un succès, il permet de montrer plus de 3 000 travaux réalisés par 800 artistes. On trouve dans la liste des exposants plus de 300 femmes artistes. Toutefois, Rutter a l'idée dès la première année de créer une section étranger. Là encore, à l'imitation du Salon d'Automne, il ouvre le London Salon aux nouvelles tendances émergentes en Russie. Il confie cette sélection, appelée Russian Art and Crafts, forte de 175 œuvres, à la princesse Maria Tenicheva, nommée commissaire d'exposition. Outre son mécénat auprès de Mir iskousstva et ses multiples liens avec le marché de l'art russe, c'est elle qui permet à Vassily Kandinsky en 1909, au 2e London Salon, d'exposer au Royaume-Uni pour la première fois ; le peintre, qui réside à Murnau, envoie 3 œuvres, dont deux toiles abstraites et un ensemble de gravures également abstraites, vision qui va profondément bouleverser un grand nombre de visiteurs. La rentabilité repose sur l'accès payant pour les visiteurs et la prise d'une commission sur les ventes réalisées durant l'exposition. 
The London Salon se répéta les années suivantes, même durant les années de guerre, sauf en 1916, puis repris de 1917 à 1921. Il migra en 1917 vers les Grafton Galleries. La dernière année fut organisée à la Mansart Gallery, du 10 juin au 9 juillet. Le nombre d'œuvres exposées ne cesse de baisser, passant de plus de 2 000 en 1909 à un peu plus de 1 000 en 1911, pour finir à 320 la dernière année. En 1912, Frank Rutter, auteur de Revolution in Art (1910), supporter des suffragettes, démissionne et part pour Leeds, dénonçant l'« incurable snobisme du milieu artistique londonien ». Depuis octobre 1909, il éditait chaque semaine Art News, l'organe de l'AAA, et qui reste le premier magazine artistique britannique résolument moderniste. 
Des artistes comme Zadkine, Constantin Brâncuși et Jacob Epstein y furent exposés pour la première fois. En 1911, la formation du Camden Town Group se fait à partir de 16 membres de l'AAA. En 1913, The London Group doit sa formation en grande partie aux initiatives de l'AAA.